# Tomeophera
Tomeophera is een geslacht van rechtvleugeligen uit de familie sabelsprinkhanen (Tettigoniidae). De wetenschappelijke naam van dit geslacht is voor het eerst geldig gepubliceerd in 1878 door Brunner von Wattenwyl.

## Soorten
Het geslacht Tomeophera omvat de volgende soorten:
- Tomeophera brevirostris Bruner, 1915
- Tomeophera gladiatrix Brunner von Wattenwyl, 1878
- Tomeophera griffinii Giglio-Tos, 1897
- Tomeophera modesta Brunner von Wattenwyl, 1891
- Tomeophera ovatipennis Bruner, 1915
- Tomeophera pugiunculata Brunner von Wattenwyl, 1878